# منتجع التزلج

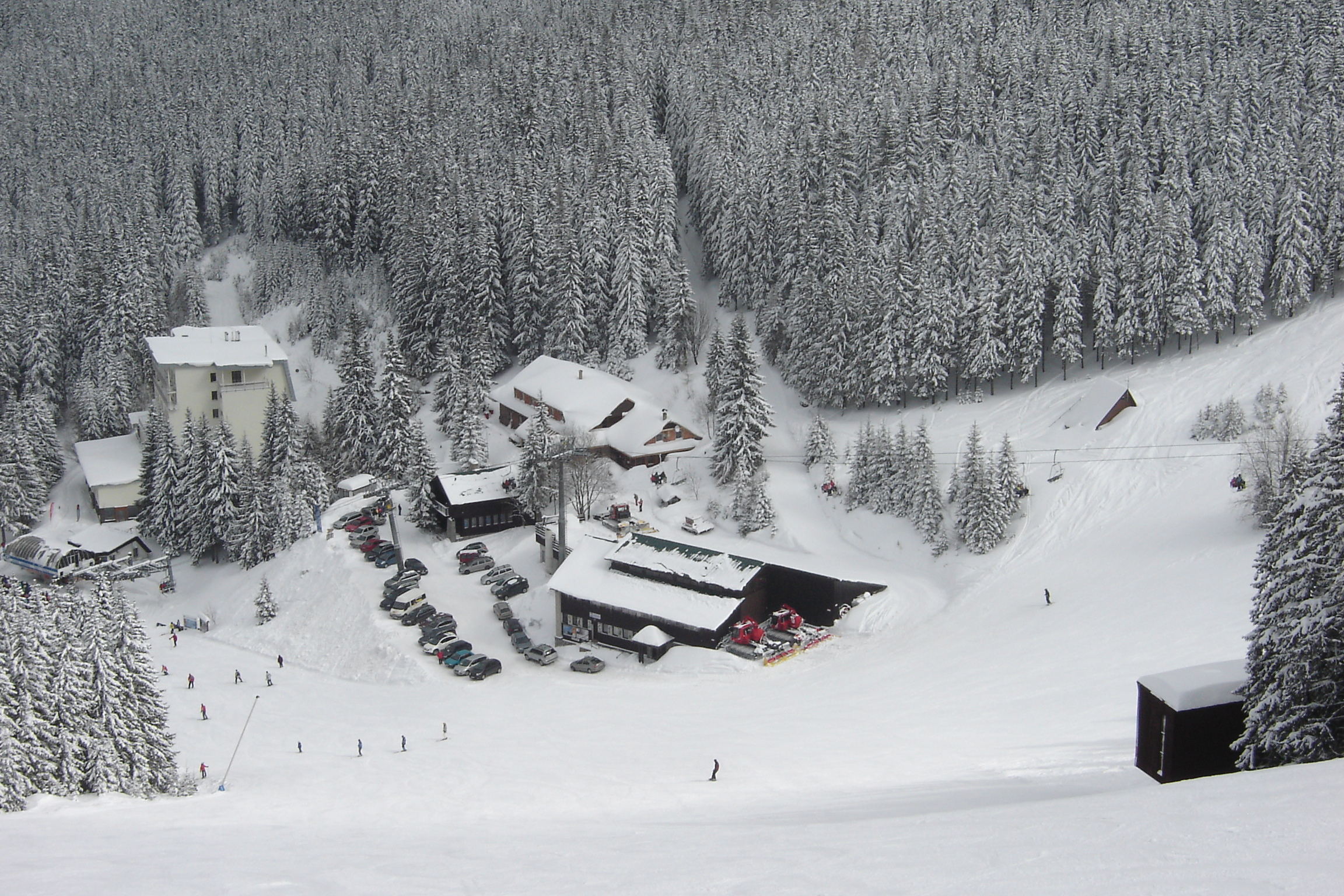
منتجع للتزلج ياسنا في سلوفاكيا

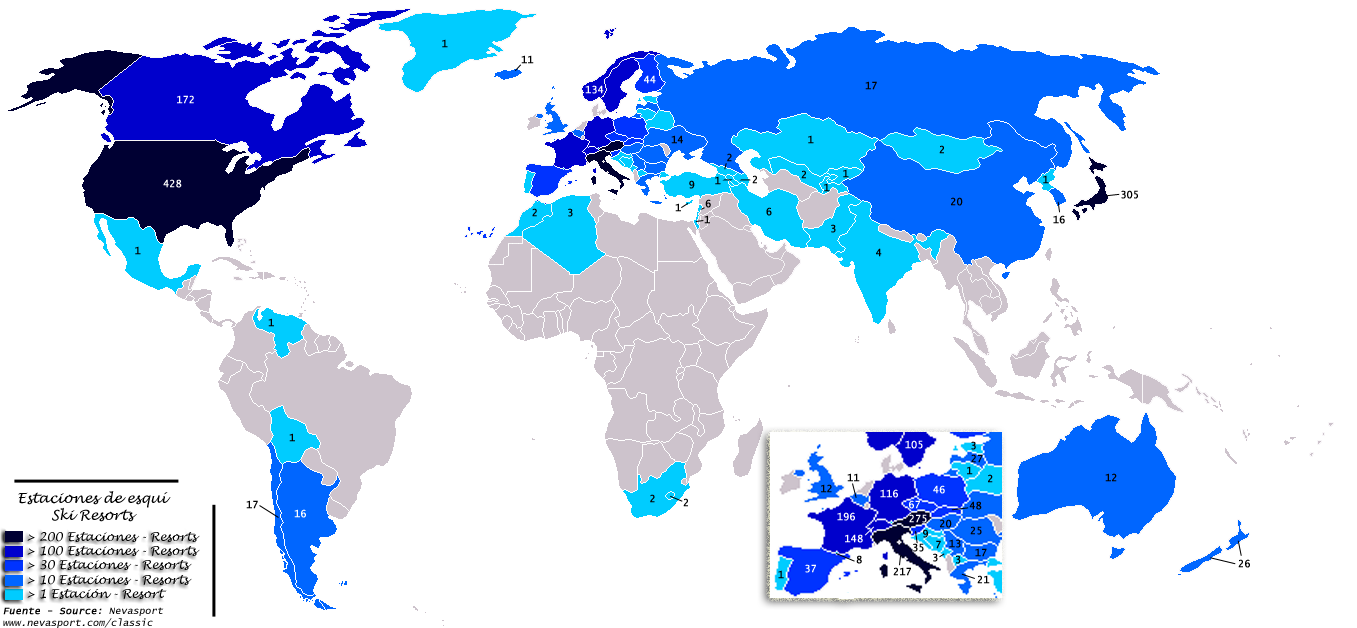
منتجعات التزلج على الجليد في العالم حسب البلد

منتجع تزلج هي مدينة أو قرية تقع في نطاق منطقة صالحة للتزلج وتكون عادةً في منطقة جبلية، حيث توجد مسارات التزلج وغيرها من الخدمات المساندة مثل الفنادق والمطاعم وتأجير المعدات، ومصعد التزلج التي تساعد على حمل المتزلجين لأماكن مرتفعة أو أخذهم لأماكن أخرى دون عناء. وفي أمريكا الشمالية تعتبر أكثر شيوعا بالنسبة لمناطق التزلج البعيدة عن المدن.

## معرض صور

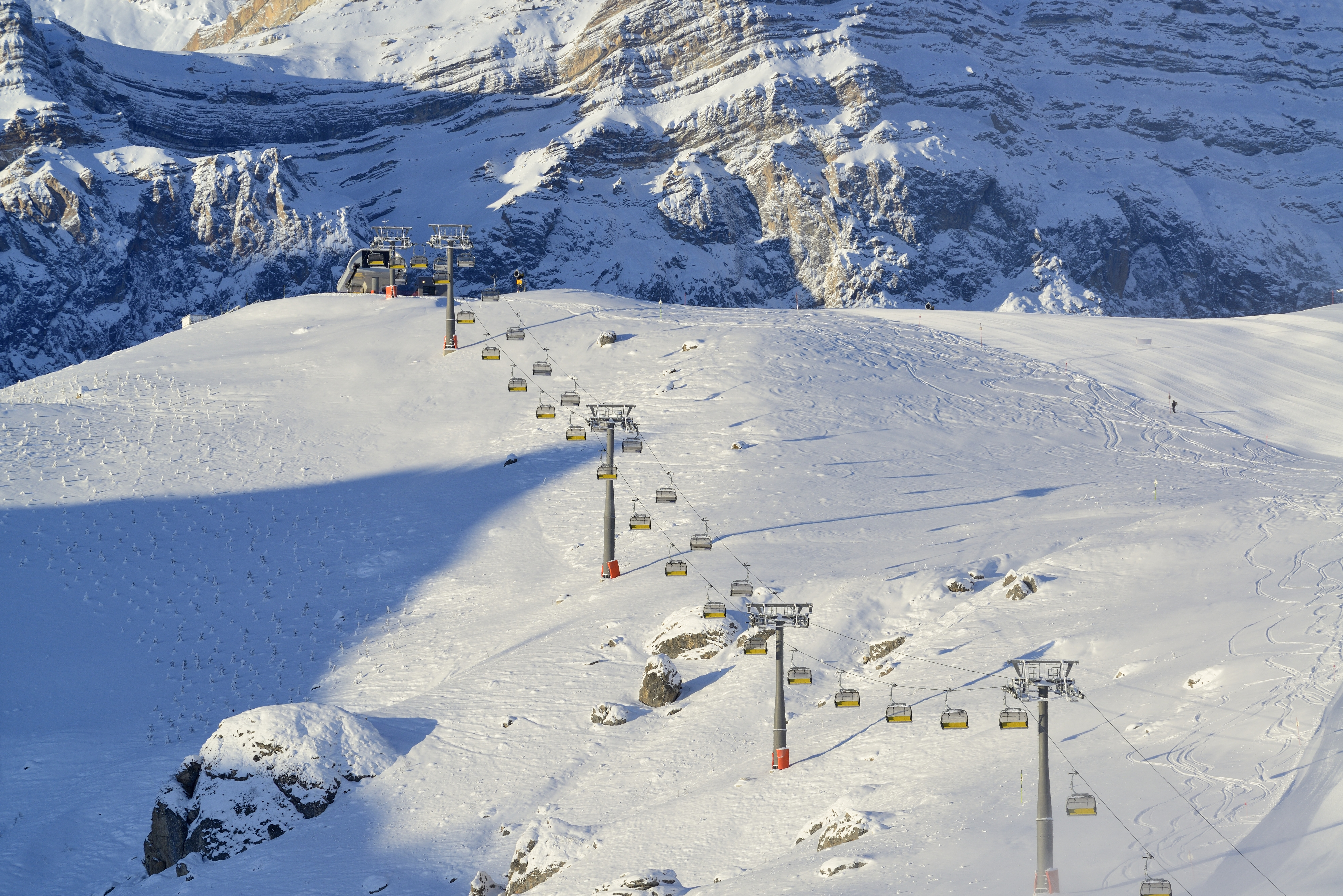
صورة لخط مصعد الكراسي
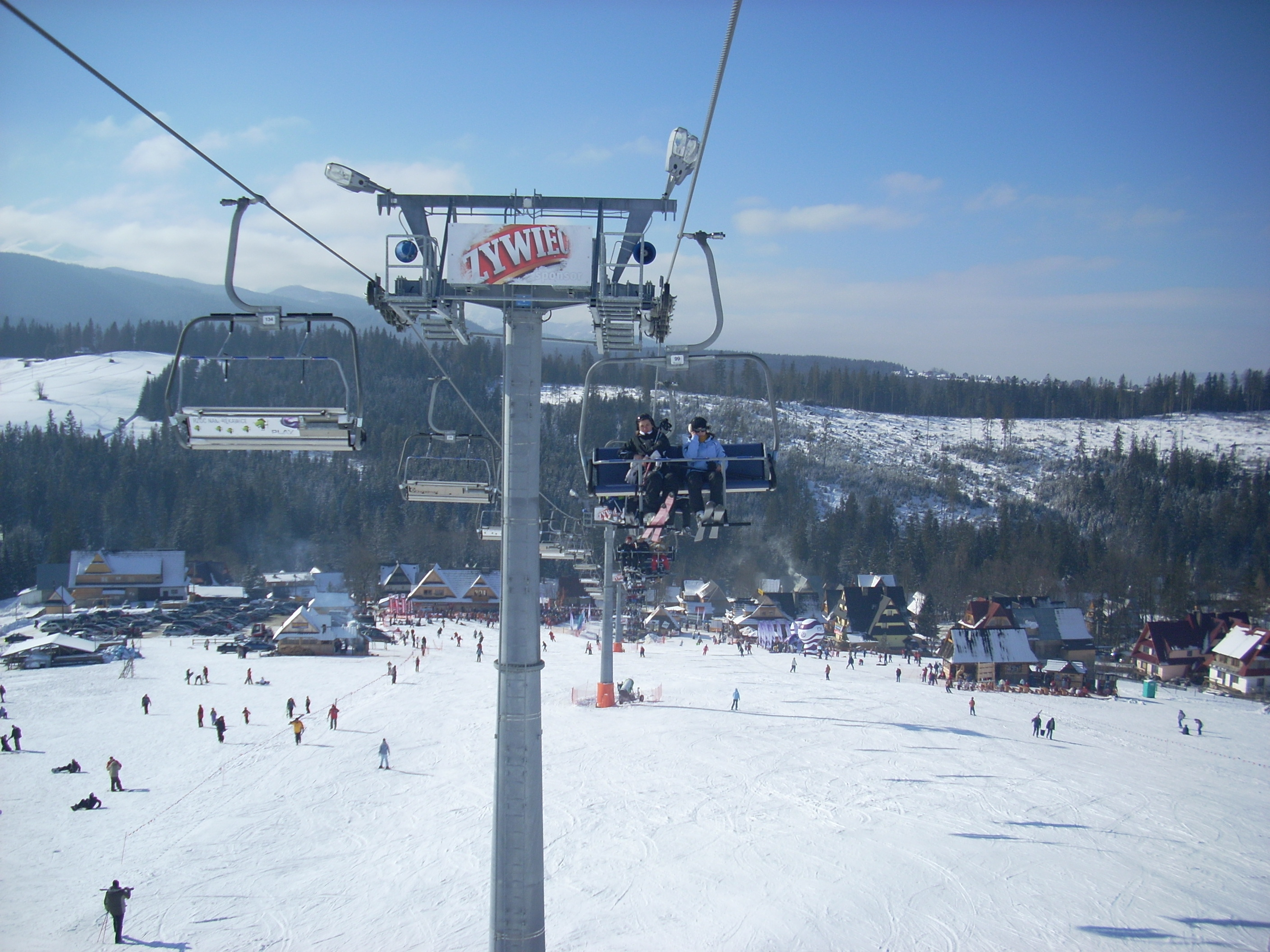
إحدى كراسي المصعد
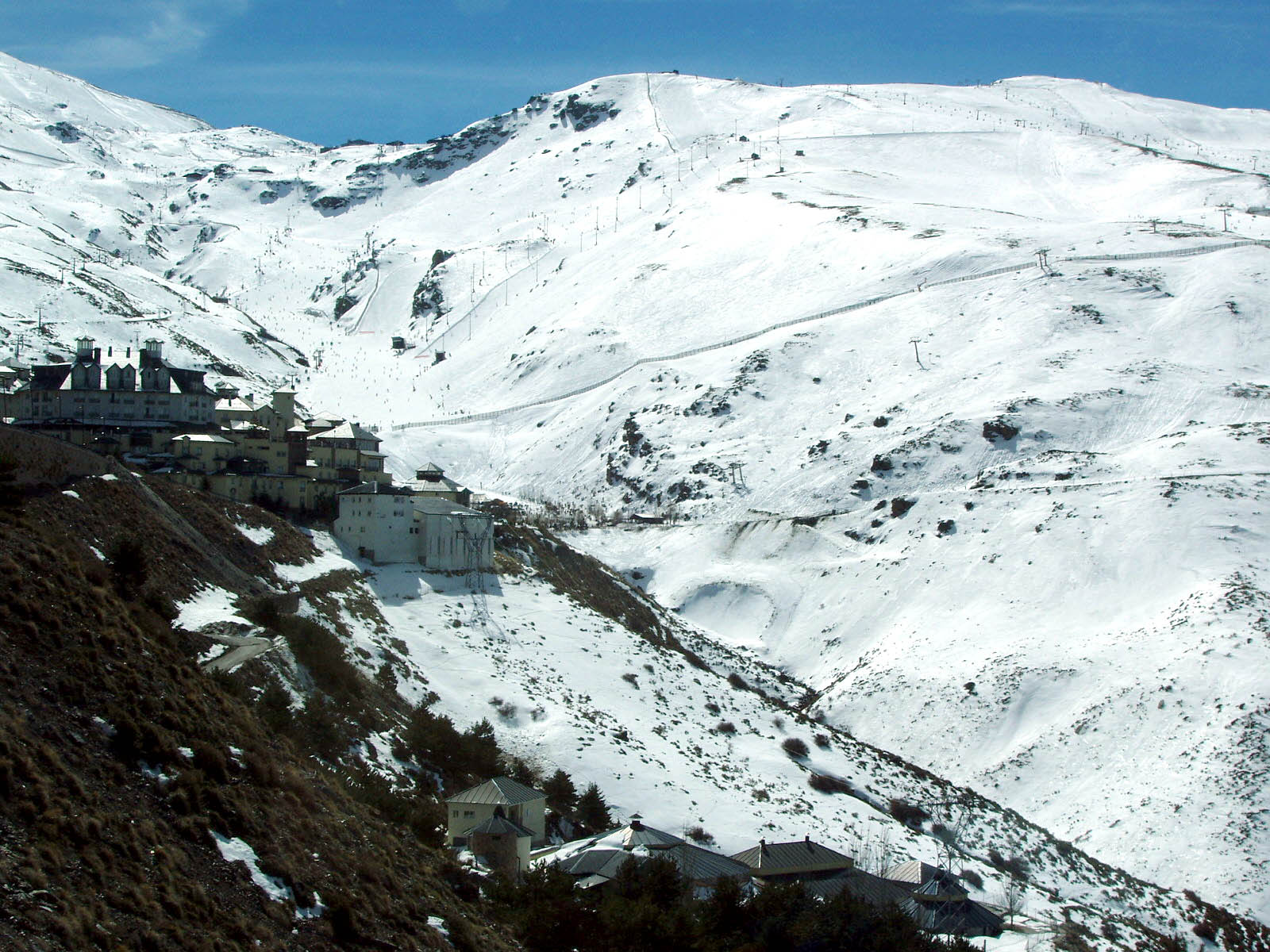
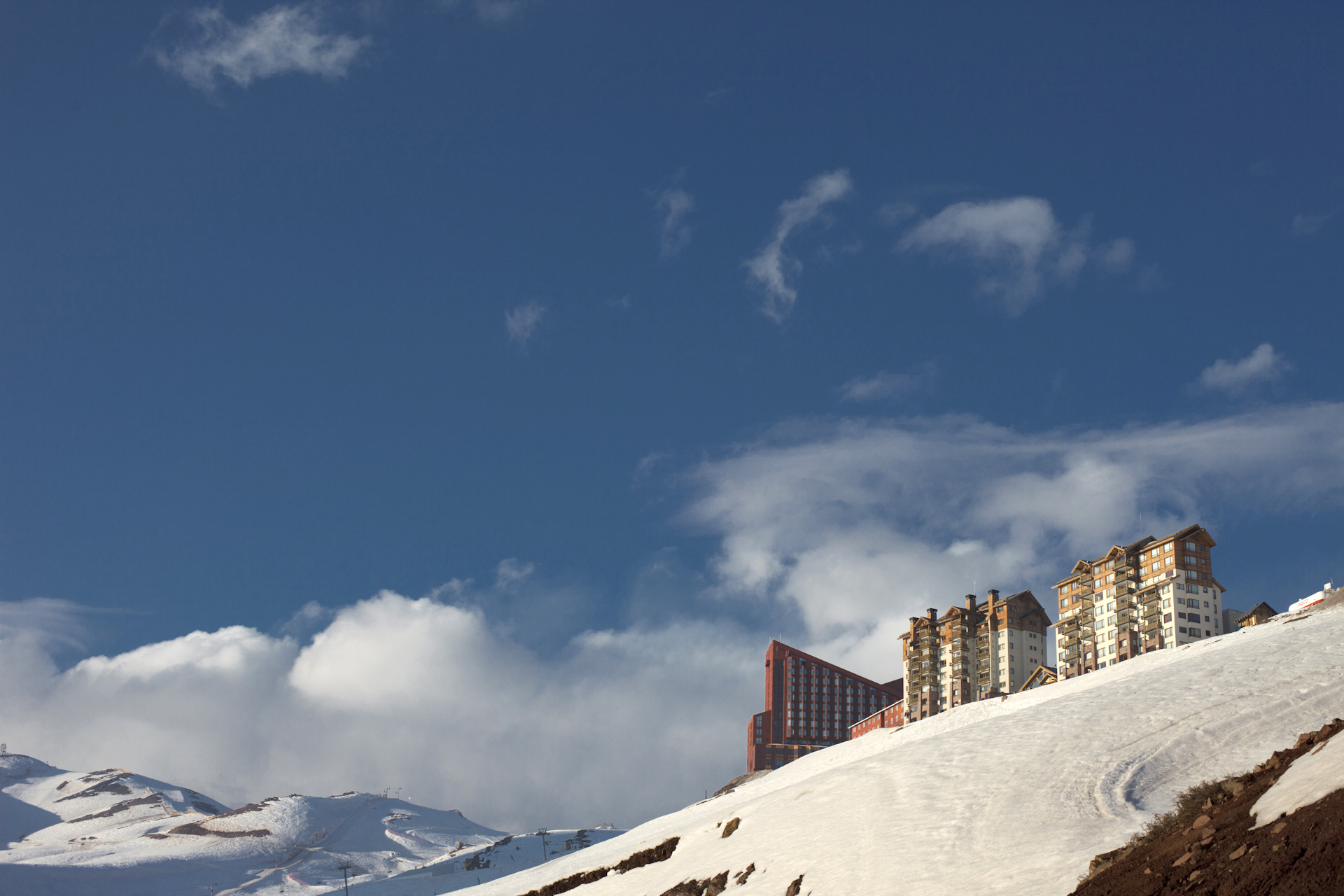